# Sivry (Meurthe i Mozela)
Sivry – miejscowość i gmina we Francji, w regionie Grand Est, w departamencie Meurthe i Mozela.
Według danych na rok 1990 gminę zamieszkiwało 165 osób, a gęstość zaludnienia wynosiła 28 osób/km² (wśród 2335 gmin Lotaryngii Sivry plasuje się na 880. miejscu pod względem liczby ludności, natomiast pod względem powierzchni na miejscu 931.).